# Achyrospermum
Achyrospermum là một chi thực vật có hoa trong họ Hoa môi (Lamiaceae). Chi này gồm 23 loài, hiện diện ở Châu Phi hạ Sahara và Đông Nam Á.

## Loài
- Achyrospermum aethiopicum Welw.
- Achyrospermum africanum Hook.f. ex Baker
- Achyrospermum axillare E.A.Bruce
- Achyrospermum carvalhoi Gürke
- Achyrospermum ciliatum Gürke
- Achyrospermum cryptanthum Baker
- Achyrospermum dasytrichum Perkins
- Achyrospermum densiflorum Blume
- Achyrospermum erythobotrys Perkins
- Achyrospermum fruticosum Benth.
- Achyrospermum laterale Baker
- Achyrospermum micranthum Perkins
- Achyrospermum mildbraedii Perkins
- Achyrospermum oblongifolium Baker
- Achyrospermum parviflorum S.Moore
- Achyrospermum purpureum Phillipson
- Achyrospermum scandens Polhill
- Achyrospermum schimperi (Hochst. ex Briq.) Perkins
- Achyrospermum schlechteri Gürke
- Achyrospermum seychellarum Baker
- Achyrospermum tisserantii Letouzey
- Achyrospermum urens Baker
- Achyrospermum wallichianum (Benth.) Benth. ex Hook.f.